# Herman von Alaska

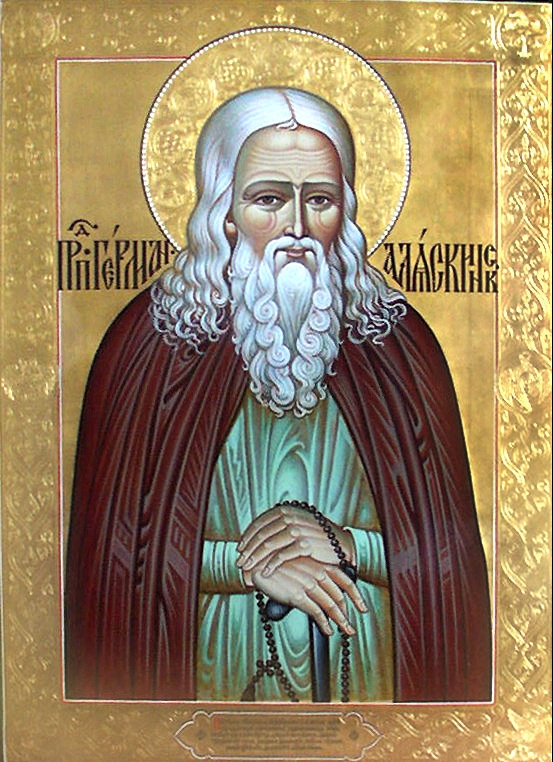
Herman von Alaska (moderne Ikone der Sergi-Einsiedelei in Strelna)

Herman von Alaska, weltlicher Name wahrscheinlich Gerassim oder Jegor Iwanowitsch Popow, (russisch Герман Аляскинский, мирское имя Герасим, Егор Иванович Попов; * 1751 in der Provinz Schatzik (oder 1756/1757 in Serpuchow); † 15. Novemberjul. / 27. November 1836greg. (oder 13. Dezemberjul. / 25. Dezember 1836greg.) auf der Jelowy-Insel) war ein russischer Mönch und Missionar Russisch-Alaskas.

## Leben
Herman stammte aus einer Kaufmannsfamilie und wurde mit 16 Jahren Mönch in der Sergi-Einsiedelei an der Newabucht in Strelna bei St. Petersburg. Als er nach fünf Jahren mehr Abgeschiedenheit wünschte, wurde er in das Kloster Walaam auf der Insel Walaam im Ladogasee geschickt. Nach verschiedenen Diensten im Kloster baute er für sich eine Waldklause in der Nähe des Klosters. Sein geistlicher Führer und Lehrmeister wurde Hegumen Nasari aus dem Sarower Kloster in Sarow, der auf Walaam die Sarower Klostersatzung erstellte.
Mit einer Gruppe von Mönchen des Klosters Walaam wurde Herman 1794 zur Kodiak-Missionsstation in Kodiak auf der Insel Kodiak in Russisch-Amerika geschickt, um das Evangelium in Alaska und auf den Inseln zu verbreiten. Trotz der harten Bedingungen widmete er sich intensiv der Missionstätigkeit unter den Aleuten und den anderen Völkern. 1807 wurde er zum Leiter der Missionsstation ernannt. Er taufte Zehntausende und führte ein äußerst asketisches Leben.
Als der Gouverneur Russisch-Amerikas der Russländisch-Amerikanischen Kompagnie (RAK) Semjon Janowski 1819 während einer Inspektionsreise sich auf seinen Besitzungen auf der Insel Kodiak aufhielt, kam er in engeren Kontakt mit Herman, der ihn tief beeindruckte. Janowski gab die deistischen Vorstellungen seiner Jugendzeit auf und fühlte sich nun als wahrer Christ. Janowskis Nachfolger Matwei Muranow unterstützte die Missionstätigkeiten Hermans und Innokenti Weniaminows und ließ Kirchen auf den Inseln Kodiak und Unalaska bauen.
Herman ließ sich nicht weit von der Kodiak-Missionsstation auf der Jelowy-Insel (Fichten-Insel) nieder, die er nun Neu-Walaam nannte. Wunschgemäß wurde der neue Name 1831 von dem neuen RAK-Gouverneur Ferdinand von Wrangel anerkannt, wie Kirill Chlebnikow in seinen Briefen berichtete. Herman beschäftigte sich mit Gebet und Landwirtschaft. In seinen letzten Jahren nahm er verwaiste Aleuten-Mädchen auf.
Herman starb im November oder Dezember 1836 auf der Jelowy-Insel und wurde dort begraben. Sein Grab wurde bald ein Wallfahrtsort. Bereits in den 1860er Jahren wurde Herman in Russland verehrt. 1867 veröffentlichte der Bischof von Alaska in Nowo-Archangelsk Notizen über das Leben und  die Wundertaten Hermans.
Die Serbische Herman-von-Alaska-Bruderschaft wurde 1963 gegründet. Der Priestermönch Seraphim Rose gründete 1967 das Herman-von-Alaska-Kloster der Serbisch-Orthodoxen Kirche in Platina im Shasta County in Kalifornien. Die Bischöfe der Orthodoxen Kirche in Amerika beschlossen am 11. März 1969 die Heiligsprechung Hermans von Alaska, die am 9. August 1970 in der Auferstehungskathedrale in Kodiak erfolgte. Reliquien Hermans wurden aus seinem Grab in die Auferstehungskathedrale gebracht. Gleichzeitig sprachen der Metropolit Filaret Wosnessenski und die Bischöfe der Russischen Orthodoxen Kirche im Ausland in der Kathedrale der Heiligen Jungfrau in San Francisco Herman von Alaska heilig.
Seit 2010 gibt es die Herman-von-Alaska-Einsiedelei auf der Bajonnoi-Insel der Walaam-Inselgruppe im Ladogasee.